# Кузьмино (Марий Эл, деревня)
Кузьмино (мар. Кузьмансола) — деревня в Юринском районе Республики Марий Эл. Входит в состав Козиковского сельского поселения.

## География
Находится в юго-западной части республики Марий Эл на левобережье Ветлуги на расстоянии приблизительно 58 км на север-северо-запад от районного центра посёлка Юрино.

## История
В 1925 году в деревне было 70 хозяйств с числом жителей — 305, по национальности русские и мари. В 1927 году — 90 хозяйств, в которых 360 жителей (71 — мари и 18 — русских). В 1941 83 хозяйства и 335 жителей, в 1945 32 и 81. Работал колхоз «Новый путь».

## Население
Население составляло 121 человек (русские 52 %, мари 45 %) в 2002 году, 42 в 2010.